# Titus Canyon

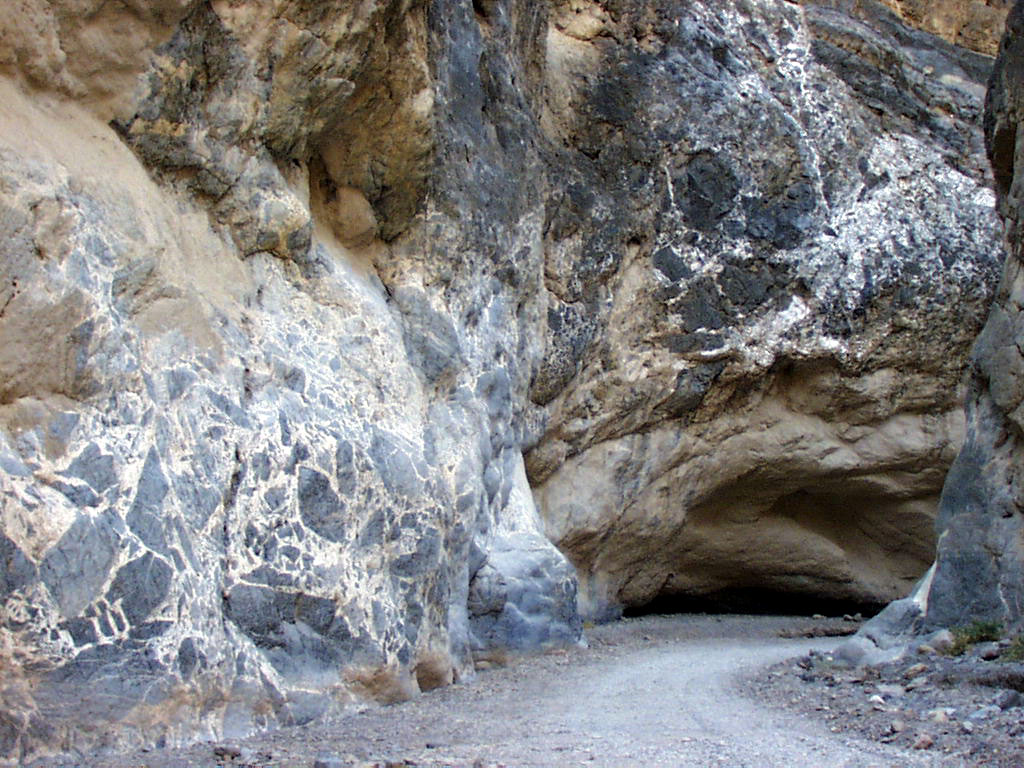
Formations rocheuses de Titus Canyon.

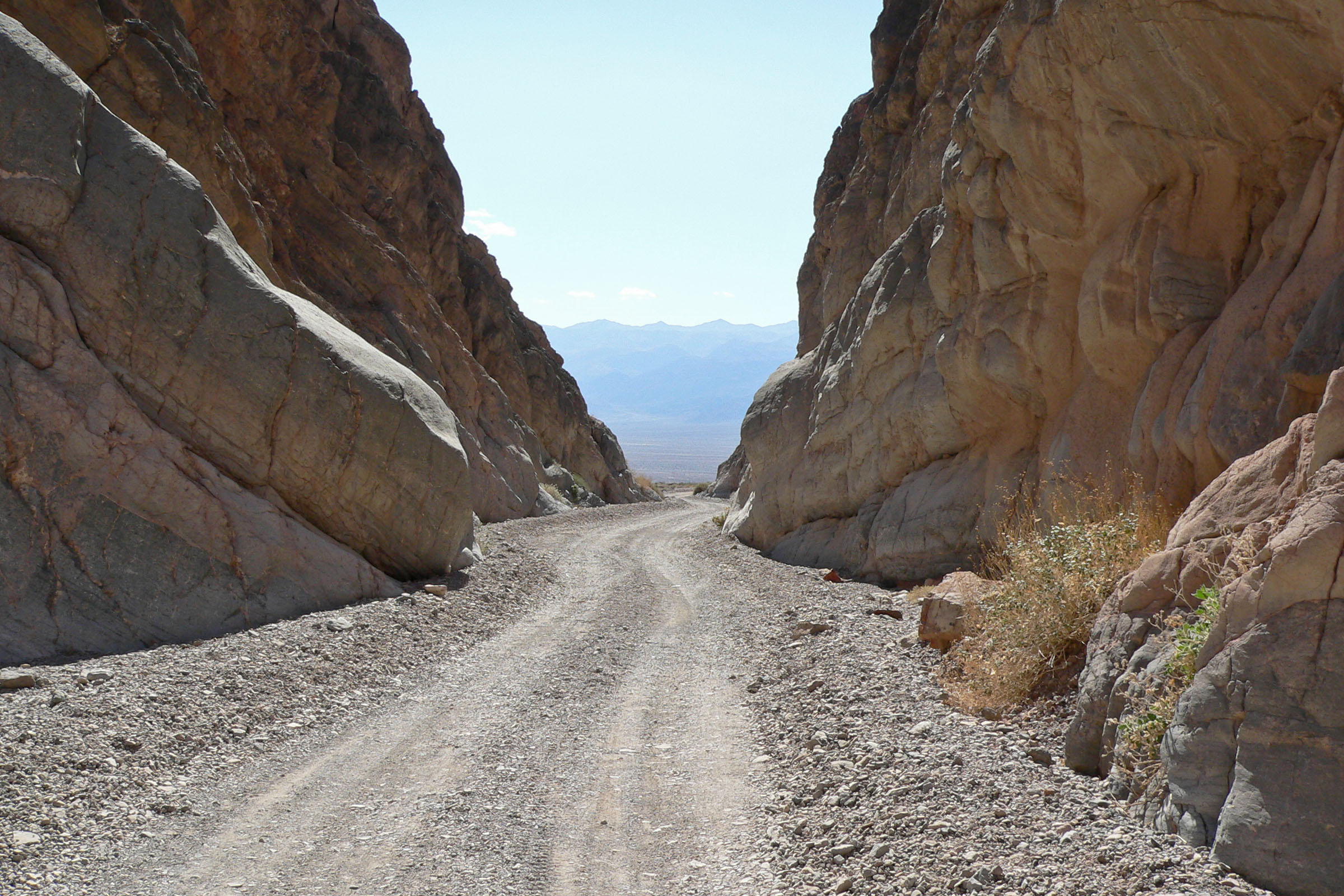
Titus Canyon Road, avec vue sur Death Valley.

Titus Canyon est une gorge profonde et étroite creusée dans la face escarpée des montagnes Grapevine du désert de Mojave, dans le parc national de Death Valley, en Californie. Le canyon présente des formations rocheuses calcaires, des pétroglyphes, ainsi que des plantes et une faune indigènes,.

## Description
Le site de Titus Canyon est constitué d'un canyon découpé dans un dépôt sédimentaire précambrien composé essentiellement de roches carbonées (principalement de calcaire). Ces sédiments ont été relevés, déformés (pour former des charnières anticlinales et des charnières synclinales) puis à nouveau repliés sur eux-mêmes. 

## Histoire
Les Amérindiens Timbisha ont sculpté des pétroglyphes sur certaines des parois rocheuses de Titus Canyon, en particulier près des sources naturelles. 
Villes fantômes
À côté du canyon proprement dit se trouve Leadfield, une ancienne ville minière et maintenant ville fantôme où, dans les années 1920, les prospecteurs ont extrait du minerai après avoir entendu des affirmations exagérées selon lesquelles le plomb serait facile à trouver et les conditions de vie dans la région seraient faciles à supporter. Une autre ville minière-ville fantôme datant du début du XXe siècle, Rhyolite (Nevada), est également proche à l'est. 

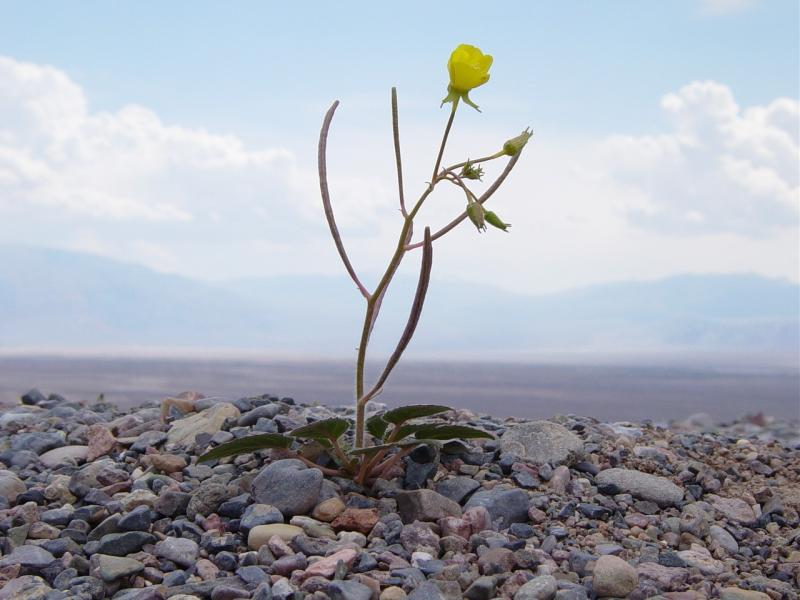
Mojave suncup (Camissonia brevipes) à l'embouchure du Titus Canyon.

## Écologie
Plusieurs types de plantes à fleurs, dont la datura sacrée, habitent la région. Des troupeaux de moutons du désert vivent dans le canyon Titus et les montagnes alentour, en particulier dans la région de Klare Spring du canyon. 

## Voir également
- Titus Canyon Information aux visiteurs US National Park Service